# 1500.
1500. je prvo desetletje v 16. stoletju med letoma 1500 in 1509. 